# Rio Songwe
O rio Songwe é um rio que forma a fronteira Malawi-Tanzânia e desagua no lago Malawi. Tem cerca de 200 km de comprimento e drena uma bacia de 4278 km².
As cabeceiras do Songwe situam-se onde as fronteiras de Malawi, Tanzânia e Zâmbia se encontram. O rio corre para sudeste até ao lago Malawi. O curso intermédio separa as Colinas Misuku do Malawi das Montanhas Umalila, na Tanzânia. O curso inferior flui através da Planície de Kyela, uma fértil planície situada a noroeste do lago Malawi, no vale do rifte da África Oriental. A Planície de Kyela é cultivada intensivamente com arroz e outras culturas.